# Horisme intrepida
Horisme intrepida là một loài bướm đêm trong họ Geometridae.